# Laufschuh

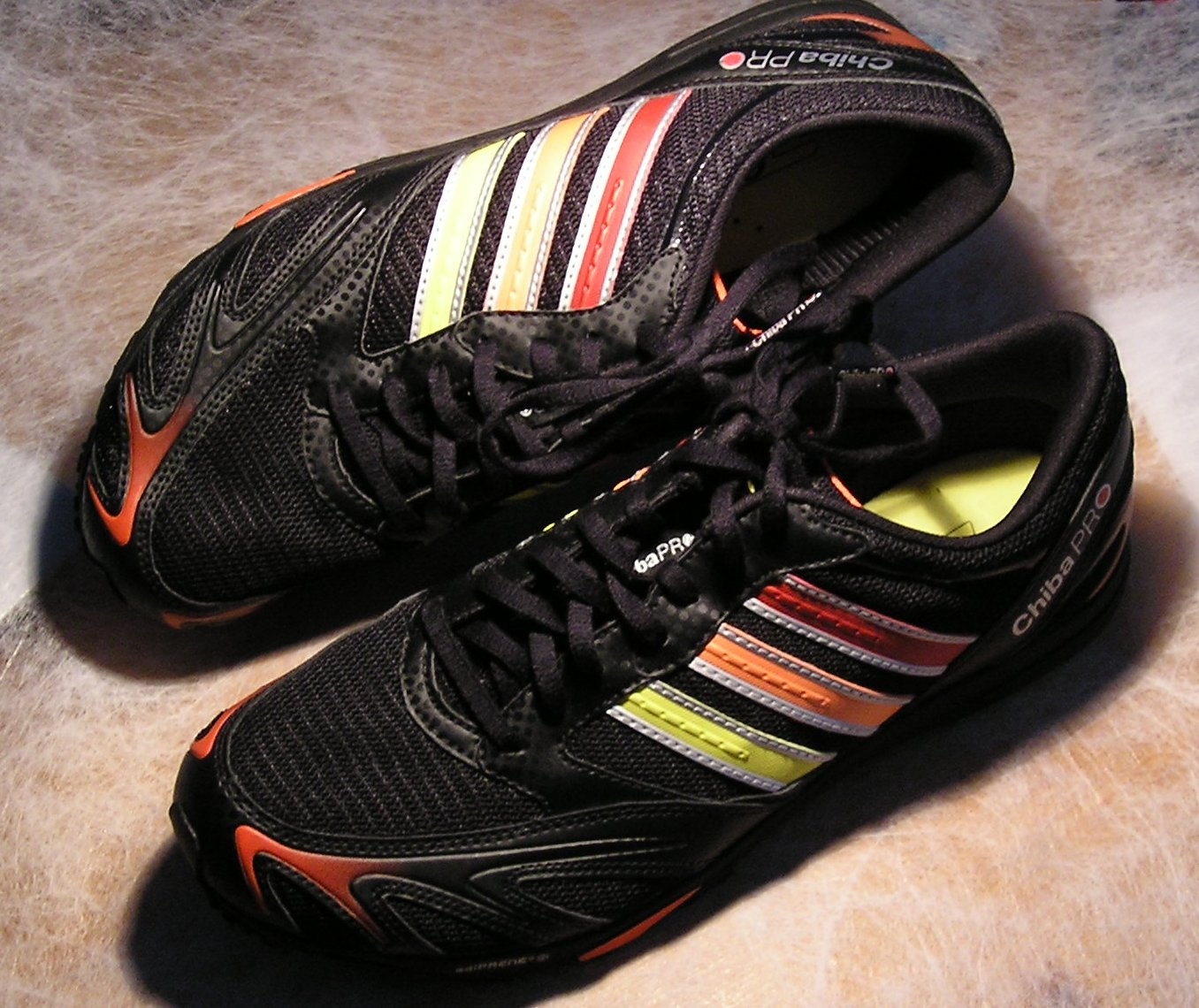
Typische Laufschuhe

Ein Laufschuh (auch Jogging- oder Runningschuh) ist ein spezieller Sportschuh für den Laufsport. Zu den Hauptfunktionen von Laufschuhen zählt die Dämpfung und die Stabilisierung, das heißt das Stützen und Führen des Fußes während der Stand- und Abstoßphase. Weiterhin sollen Laufschuhe Fußfehlstellungen ausgleichen, wie beispielsweise die häufig auftretende Überpronation oder seltener die Supination. Laufschuhe haben im Vergleich zu anderen Schuhen einen stärkeren Fersenkeil, um die Abrollbewegung zu unterstützen.

## Kategorien
Laufschuhe sind herstellerseitig in verschiedene Kategorien eingeteilt, die jeweils unterschiedliche Einsatzbereiche und Anforderungen des Läufers abdecken. Folgende Laufschuhkategorien oder -klassen werden unterschieden:
- Geländelaufschuhe
- Stabilschuhe
- Neutrallaufschuhe
- Lightweighttrainer/Wettkampfschuhe
- Fußtrainer (Natural Running Schuhe).

Lightweight- bzw. Wettkampfschuhe sollen durch eine dünnere Sohle für mehr Geschwindigkeit sorgen, Geländelaufschuhe (auch „Trail-Schuhe“ genannt) eignen sich besonders für kalten, matschigen oder nassen Untergrund. Während die Laufschuhklasse der Geländelaufschuhe und der Lightweighttrainer/Wettkampfschuhe also Einsatzbereiche abdecken, sind die Klassen Stabilschuhe und Neutrallaufschuhe für bestimmte Anforderungen bezüglich des Abrollverhaltens des Läufers konzipiert.
Die Stabilschuhe zeichnen sich dadurch aus, dass sie mehr oder weniger stark ausgeprägte Pronationsstützen (härteres Material auf der Innenseite des Schuhs) haben, um ein „Übermäßiges-nach-innen-Knicken“, auch Überpronation genannt, im Abrollvorgang zu reduzieren. Neutrallaufschuhe sind hingegen für Neutralfußläufer, welche keine Überpronation im Abrollvorgang haben und neutral abrollen. Auch Läufer mit Supination finden in dieser Kategorie häufig passende Schuhe. Bei den Geländelaufschuhen und den Lightweighttrainern bzw. Wettkampfschuhen gibt es sowohl Schuhe mit und ohne Pronationsstütze, während Fußtrainer diese fast ausschließlich nicht besitzen. Die Fußtrainer eignen sich für viele Läufer nur als Trainingsgerät zusätzlich zu normalen Laufschuhen.  Um abzuklären, welche Laufschuhe in Frage kommen, ist es sinnvoll, eine Laufbandanalyse, wie sie viele Fachgeschäfte anbieten, durchführen zu lassen.

## Einsatzbereiche
Laufschuhe finden im Laufsport auf längeren Distanzen Verwendung, in der Leichtathletik werden auf Kurz- und Mittelstrecke dagegen Spikes eingesetzt. Auch für die dem Laufsport verwandten Disziplinen wie Jogging, Walking und Nordic Walking sind Laufschuhe geeignet. Normale Laufschuhe eignen sich dabei in der Regel für alle Distanzen und auch für jeden Bodenuntergrund, teilweise gibt es auch Schuhe mit speziellem Einsatzgebiet, wie beispielsweise für den Crosslauf.

## Geschichte
Erstmals Ende der 1960er Jahre wurde vom deutschen Sportschuhmacher Eugen Brütting in Zusammenarbeit mit dem neuseeländischen Leichtathletiktrainer Arthur Lydiard der neuartige, speziell auf den Einsatzbereich Laufsport zugeschnittene Sportschuh „Roadrunner“ entwickelt. Er kam 1970 auf den Markt und setzte aufgrund seiner Beliebtheit bei Spitzenathleten eine Entwicklung in Gang, die von anderen Herstellern wie Adidas und Asics bald aufgegriffen wurde. Der „Roadrunner“ nutzte vor allem einen speziellen Leisten, der stärker als üblich gebogen ist und auch als Sichelleisten bezeichnet wird, sowie Känguru-Wildleder als leichteres Material und setzte erstmals eine Mittelsohle aus Zellgummi zur Dämpfung ein.
Weitere bekannte und/oder historisch bedeutende Marken sind Brooks, New Balance, Mizuno, Nike, Puma und Saucony.